# Любинский повет
Любинский повет (пол. Powiat lubiński) — повет (район) в Польше, входит как административная единица в Нижнесилезское воеводство. Центр повета — город Любин. Занимает площадь 711,99 км². Население — 106 319 человек (на 31 декабря 2015 года).

## Административное деление
- города: Любин, Сцинава
- городские гмины: Любин
- городско-сельские гмины: Гмина Сцинава
- сельские гмины: Гмина Любин, Гмина Рудна

## Демография
Население повета дано на 31 декабря 2015 года.
| Перепись            | Всего   | Мужчины | Женщины |
| ------------------- | ------- | ------- | ------- |
| Всего               | 106 319 | 51 550  | 54 769  |
| Городское население | 79 073  | 37 917  | 41 156  |
| Сельское население  | 27 246  | 13 633  | 13 613  |